# Kangalský pastevecký pes
Kangalský pastevecký pes, též uváděný jako anatolský pastevecký pes (anglicky: Anatolian Shepherd Dog), je starobylé turecké psí plemeno.

## Historie

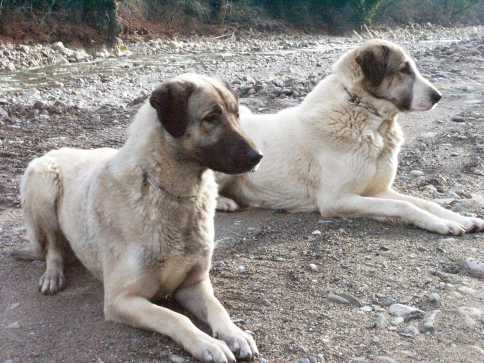
Pár anatolských pasteveckých psů

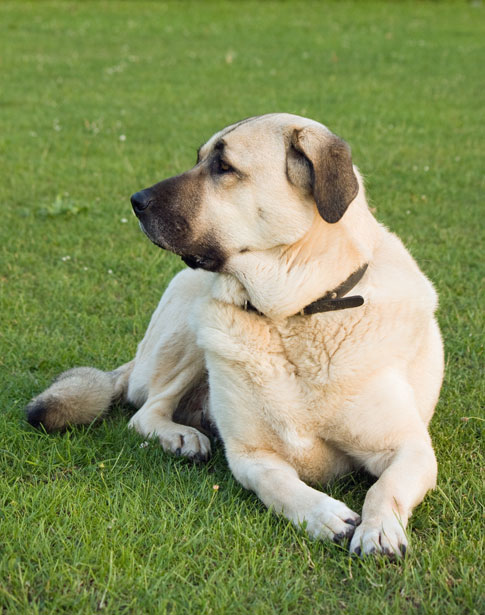
Dospělý pes

Kangalský pastevecký pes pochází z oblasti Anatolie, tedy z dnešního Turecka. Předky kangala dnes neznáme, protože tato plemena vyhynula někdy v době 6 000 př. n. l., zachovaly se o nich jen záznamy a kostry. První zmínky o psech podobných dnešním anatolským pasteveckým psům nacházíme na asyrských deskách a babylonských reliéfech. V tehdejší době byla podporována přirozená agrese, kvůli ochraně dobytka a majetku, proto jsou často popisováni i jako mohutná a agresivní zvířata, která se svojí vytrvalostí podobají vlkům. I dnes má mnoho jedinců plemene agresivní sklony, přestože jsou z čistokrevné linie. Úplně původním využitím těchto psů však nebylo hlídání stád, ale lov lvů. Při hlídání stád však museli být velmi odolní, trávili se stádem dnem i noc a často si sami museli sehnat potravu.
Název plemene pravděpodobně vzniklo díky městu Kangal v turecké provincii Sivas.
V České republice toto plemeno zastřešuje Moloss club a první jedinec plemene sem přivezený byla fena a to v roce 1998, jedná se tedy o relativně nové plemeno. V současné době zde nalezneme několik chovatelských stanic a chov kangalů se rozvíjí. Oficiální zkratka používaná pro toto plemeno je APP.
Akbaš a karabaš jsou varianty plemene kangalský pastevecký pes a proto je možné křížit je mezi sebou. Uznání těchto variant za samostatná plemena je v nedohlednu, přesto některé z variant, třeba akbašové, mají v USA vlastní plemennou knihu.

## Povaha

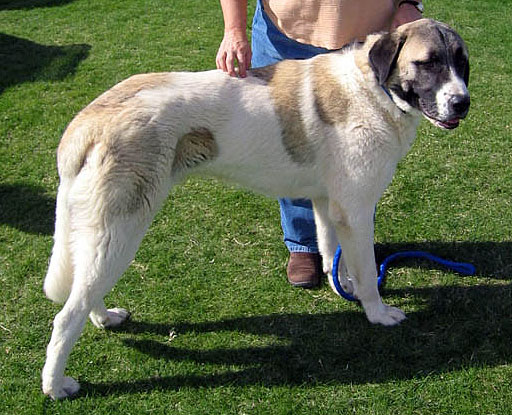
Kangal

Kangalští pastevečtí psi jsou samostatní, aktivní a inteligentní psi. Dokáží si sami poradit i sami se rozhodnout. Jsou to poměrně klidní a rozvážní psi a nikdy nejsou na svém majiteli závislí. Respektují a poslouchají pouze jednoho člena rodiny, který je pro ně dostatečně autoritativní, proto není vhodné pořizovat je do rodiny. Nikdy otrocky neposlouchají a vždy si rozmyslí, zda jim skutečně stojí za to, daný povel splnit. Jsou odvážní a loajální. Také spíše těžkopádní a mohutní, ne moc rychlí. Přirozeně se štítí vody a většinou k ní nemají kladný vztah.

### Chování
O štěňatech těchto psů je známo, že jsou klidnější a méně aktivní, než ostatní štěňata jiných plemen. Přestože jsou to velmi klidní psi, při návštěvě nezvaného hosta umí rázně zakročit. Ochraňují svoji rodinu i majetek, ale bez důvodu neútočí. K cizím se chovají odměřeně, většinou se jim vyhýbají.
S dětmi vycházejí bez problémů a dětské hry jim nevadí. S domácími zvířaty vycházejí dobře, ale mají sklony ochraňovat je před domnělými útočníky. Nedomácí zvířata mají sklony pronásledovat a dávit. S jinými psy často vycházejí špatně.

## Nároky
Anatolský pastevecký pes vyžaduje oplocený pozemek a hodí se spíše na vesnici. Pokud není plot dost vysoký, mohou mít tendenci utíkat, pro rozšíření vlastního teritoria. Ve štěněcím období je nutná řádná socializace, která by neměla zahrnout jen lidi, ale i jiná zvířata a předměty. Naprosto se nehodí do města. Nejlepší pro něj bude venkovní bouda s velkou zahradou na vesnici či venkově. Jsou stavěni jak na horké letní dny tak na mrazivé zimy. Hodí se pro zkušené chovatele, kteří mají s výcvikem a výchovou psů zkušenosti.

## Péče
Jejich srst je spíše krátká, s podsadou a je velmi hustá. Dlouhosrstí jedinci jsou z chovu vylučováni. Srst anatolského pasteveckého psa vyžaduje pravidelné vyčesávání. Mytí šamponem není nutné, protože je samočisticí.
Vyžadují hodně pohybu jakéhokoliv typu, nejvhodnější jsou pro ně dlouhé procházky, nejlépe ne ve městě.
Vyžadují výcvik i výchovu a to již od štěněte. Ta musí být tvrdá. Chovatel se musí obrnit trpělivostí, protože to jsou tvrdohlaví psi a přestože jsou inteligentní, neradi se učí. I dospělí psi většinou zvládají jen základní povely.